# تمسیان
تمیسیان روستایی از توابع بخش مرکزی شهرستان دماوند در استان تهران ایران است.مردم این روستا از قومیت طبری هستند و به زبان طبری دماوندی که گویشی از زبان مازندرانی می‌باشد صحبت می‌کنند.

## جمعیت
این روستا در دهستان تاررود قرار دارد و براساس سرشماری مرکز آمار ایران در سال ۱۳۹۰، جمعیت آن ۶۶ نفر (۲۴خانوار) بوده‌است. البته این جمعیت مربوط به خانوار روستایی می باشد.در حال حاضر ویلاهای بسیاری در این روستا ساخته شده است.

## راه دسترسی به روستا
راه دسترسی به این روستا جاده کوهستانی و آسفالته ای است که از گیلاوند آغاز شده و با عبور از روستای مراء و گذشتن از شمال امامزاده دوبرادر و پس از عبور از روستاهای کاجان و خرمده به این روستا می‌رسید.